# جمس ماسون
جيمس نولان ماسون (من مواليد 25 يوليو 1952)  أمريكي نازي جديد.
يعتقد ماسون أن النازيين لا يمكنهم تولي السلطة ما دامت الحكومة الأمريكية الحالية في مكانها. إنه يدعو إلى القتل والعنف لإحداث الفوضى وزعزعة استقرار النظام. يعتبر ماسون تيموثي ماكفي وجيمس فيلدز جونيور «أبطال» ويدعي أن العرق الأبيض في خطر بسبب اليهود. وأعرب عن أن انتخاب دونالد ترامب أعطاه الأمل، معلقاً أنه «من أجل جعل أمريكا عظيمة مرة أخرى، عليك أن تجعلها بيضاء مرة أخرى».
ماسون هو مستشار لفرقة اتوموافيين، وهي منظمة إرهابية شبه عسكرية من النازيين الجدد، تم تحديدها كجزء من اليمين البديل. كان اتوموافيين مسؤولاً عن 8 جرائم قتل في 2017-2019. خلال دعوى قضائية تتعلق بـ اتوموافيين، صرّح المدعي العام بأن ميسون «قد يمثل التعبير الأكثر عنفًا وثوريًا وإرهابيًا محتملاً للتطرف اليميني الحالي اليوم». كان يعيش في شقة في دنفر ممولة من الحكومة الأمريكية.

## الحياة والوظيفة
نشأ ميسون في شيليكوث ، أوهايو. في عام 1966، عندما كان عمره 14 عامًا، انضم إلى الحركة الشبابية للحزب النازي الأمريكي لجورج لينكولن روكويل (ANP). في عام 1968، عندما كان عمره 16 عامًا، خطط ميسون لقتل المدير وغيرهم من الموظفين في مدرسته الثانوية. وبدلاً من ذلك، باتباع نصيحة وليام لوثر بيرس، ترك المدرسة وبدأ العمل في مقر الحزب النازي الأمريكي في فيرجينيا. بعد وفاة جورج لينكولن روكويل في عام 1967، تحالف ماسون مع حزب الشعب الأبيض الاشتراكي الوطني وجبهة التحرير الاشتراكية الوطنية لجوزيف توماسي (NSLF).
في عام 1970، في سن 18، أصبح ميسون عضوا كامل العضوية في ANP وعاد إلى تشيليكوث.
في عام 1980، تولى ماسون كتابة حصار ، الرسالة الإخبارية لـ NSLF. استمر في النشر حتى عام 1986. في النشرة الإخبارية، أشاد ماسون بأدولف هتلر وجوزيف توماسي وتشارلز مانسون وسافيتري ديفي. كما دعا إلى الهجمات العشوائية والقتل من أجل زعزعة استقرار المجتمع. في عام 1992، تم تحرير ونشر الرسائل الإخبارية في شكل كتاب حصار: مختارات من مقالات جمس ماسون بواسطة مايكل جنكينز موينيهان. اكتسب الكتاب أتباعًا للنازيين الجدد وهو الآن مطلوب للقراءة للمبتدئين من قسم اتوموافيين.
في عام 1973، ذهب ماسون وزملاؤه النازيون الجدد جريج هيرلز إلى وكالة لبيع السيارات من أجل اختبار قيادة السيارة. ثم قاموا بوضع العديد من المراهقين السود في ساحة انتظار سيارات ملكة الألبان. خدم ماسون ستة أشهر في ورشة عمل سينسيناتي.
بين عامي 1978 و1980 ، عمل ميسون مع حزب العمال البيض الاشتراكي الوطني وحرر "ذا ستومر"، المجلة الإخبارية الخاصة بهم.
في أوائل الثمانينيات، بدأ ميسون بالتوافق مع ساندرا جود ولينيت فروم، وهما من متابعي تشارلز مانسون. في عام 1982، أسس ماسون، جنبًا إلى جنب مع مانسون، النظام العالمي، وهي منظمة شجعت الإرهاب مع الشهرة، على غرار تلك التي حققتها عائلة مانسون.
في عامي 1988 و 1991، داهمت الشرطة منزل ميسون في أوهايو وصادرت صورًا إباحية لفتاة تبلغ من العمر 15 عامًا. في عام 1992، اعترف بأنه مذنب في تهمتين من «الاستخدام غير القانوني لقاصر في مواد موجهة للعري». في عام 1993، انتقل ماسون إلى كولورادو.
وفي أيار / مايو 1994، ألقي القبض على مايسون ووجهت إليه تهمتان بالاستغلال الجنسي لقاصر وتهمتان بالإسهام في جنوح قاصر. هدد (مايسون) صديقته السابقة، التي كانت في السادسة عشر من عمرها، ورجل لاتيني كانت تواعده، بسلاح ناري. عقد (مايسون)صفقة إلتماس وأدين بتهم أسلحة وكان يدخل السجن ويخرج منه لسنوات، وأفرج عنه في آب / أغسطس 1999.
في عام 2000، نشر كتاب مجنون الحكم ، مقارنة بين مقاطع الكتاب المقدس و كتاب كفاحي .
في نوفمبر 2019، أفادت وسائل الإعلام المحلية أن ماسون كان يعيش في مساكن مدعومة من الحكومة في دنفر ويتناول الطعام في مطابخ الحساء المحلية.
في 14 مارس 2020، زعم ميسون أن فرقة اتوموافيين قد تم حلها. ومع ذلك، يعتقد أن المجموعة على وشك أن يتم تصنيفها كمنظمة إرهابية أجنبية من قبل وزارة الخارجية، وخلصت رابطة مكافحة التشهير إلى أن «الخطوة تهدف إلى منح الأعضاء مجالًا للتنفس بدلاً من إنهاء أنشطتهم القتالية». وفقًا مجموعة سايت للاستخبارات، فإن شركة Atomwaffen وفروعها لا تزال نشطة بشكل سري. حذر موجز استخباراتي وزعته سلطات إنفاذ القانون الفيدرالية من أن اتوموافيين وفروعه ناقشوا تسليح كورونا. صرح نيك مارتن من مركز قانون الفقر الجنوبي «هناك قلق كبير الآن - بما في ذلك من الأشخاص الذين يعملون في مكافحة الإرهاب - من أن الوقت مناسب لهذه الجماعات المتسارعة للإضراب».